# Territory
«Territory» es el sexto sencillo oficial Sepultura, y el último de los tres que se ejecutará desde el álbum Chaos A.D., lanzado en 1993. Como la mayoría de sencillos de la banda, la canción es una de las canciones más conocidas de la banda y continúa con gran concierto para el día de hoy.
La canción también aparece en vivo en los discos en vivo Under a Pale Grey Sky y Live in São Paulo (dos veces en la versión en DVD de este último. También apareció como un concierto B-Side con "Roots Bloody Roots" sola, pero no fue incluido en la compilación de rarezas Blood-Rooted, que vio a otras grabaciones de ese concierto incluido.

## Obra
La obra de arte para el sencillo no es fácilmente perceptible. Representa un monumento de algún tipo. La imagen se superpone con espinas de la banda "S" del logotipo.

## De prensa
"Territory" vio relativamente pocas variaciones en su lanzamiento en comparación con los otros sencillos del álbum. El CD salió en un caso no engorda joya de la norma, en lugar del habitual digipak, y una sola versión fue puesto en libertad. El sencillo también fue lanzado como un disco de 12" de vinilo, con sólo "Policia" como Lado B.
La banda Between the Buried and Me grabó un cover de esta canción, que se encuentra en su álbum The Anatomy of...

## Vídeo
Un video musical fue filmado para la única que cuenta con la banda tocando y caminando por el desierto, a menudo se pintaron con barro en el mar Muerto, intercalado con imágenes de los barrios marginales y favelas y material de Israel y de Palestina: armas de soldados israelíes y policías, grafitis, beduinos, haredim, páginas del Corán y la Biblia hebrea y cristiana, y ceremonias en la Ciudad Vieja de Jerusalén. Termina con un recorte de periódico sobre la firma de la Acuerdos de Oslo y un soldado de a pie.
El video, dirigido por Paul Rachman, fue lanzado a las estaciones de televisión en octubre de 1993. Se ganó el premio Viewer's Choice Internacional para el mejor vídeo (Brasil) en los MTV Video Music Awards de 1994. En 1995 se estrenó en el VHS Third World of Chaos, el cual fue relanzado en DVD en 2002 como parte del DVD Chaos.

## Lista de canciones
1. "Territory" (del álbum Chaos A.D.)
2. "Policia" (Cover de Titãs, también disponible en digipak y la edición brasileña de Chaos A.D.y la recopilación Blood-Rooted)
3. "Biotech Is Godzilla" (del álbum Chaos A.D.)

## Personal
- Max Cavalera - Voz, guitarra rítmica
- Igor Cavalera - Batería, percusión
- Andreas Kisser - Guitarra líder
- Paulo Jr. - Bajo
- Producido por Andy Wallace y Sepultura
- Grabado y dirigido por Andy Wallace
- Mezclado por Andy Wallace
- Ingeniero asistente: Simon Dawson

- Datos: Q7703805